# Nicola Giorgino
Nicola Giorgino (Andria, 17 settembre 1969) è un politico italiano, sindaco di Andria dal 2010 al 2019.

## Biografia
Fratello del giornalista e conduttore RAI Francesco Giorgino, ottenne nel 1987 la maturità classica al Liceo Carlo Troya e successivamente si iscrisse alla facoltà di Giurisprudenza all'Università di Bari, dove nel 1992 si laureò con lode. Esercita l'attività di avvocato nello studio legale di famiglia.

### Attività politica
Nel 2009, a seguito delle prime consultazioni per l'elezione del presidente e del consiglio provinciale di Barletta-Andria-Trani, è nominato vicepresidente della giunta provinciale dal presidente eletto Francesco Ventola (Popolo della Libertà), rimanendo in carica fino al luglio del 2012.
Nel marzo 2010 viene eletto sindaco di Andria come candidato di una coalizione di centrodestra col 58,60% dei voti. Con lo scioglimento del Popolo della Libertà, aderisce a Forza Italia. Viene riconfermato il 31 maggio 2015 col 52,24% dei voti, al primo turno, sostenuto anche dal movimento politico Oltre con Fitto guidato da Raffaele Fitto (già presidente della Puglia), che alle contemporanee elezioni regionali pugliesi si era presentato con un candidato presidente diverso da quello sostenuto da Forza Italia.
A seguito delle dimissioni da presidente della provincia da parte del sindaco di Bisceglie, Francesco Carlo Spina, Giorgino si candida alla sua successione. Unico candidato, il 10 ottobre 2016 è stato eletto Presidente della Provincia di Barletta-Andria-Trani.
Il 18 aprile la bocciatura da parte del Consiglio comunale di Andria del bilancio di previsione 2019 conduce alla fine la seconda amministrazione Giorgino della città. Il consenso del Consiglio comunale sarebbe venuto meno a causa di una guerra politica all'interno di Forza Italia per l'avvicinamento di Giorgino alla Lega. Il 6 maggio 2019 avviene ufficialmente il suo passaggio alla Lega.
In occasione delle elezioni regionali del 2020, è candidato nella lista della Lega per il consiglio regionale, a supporto di Raffaele Fitto come Presidente della Regione Puglia, senza però essere eletto.